# Premier League 2005-06

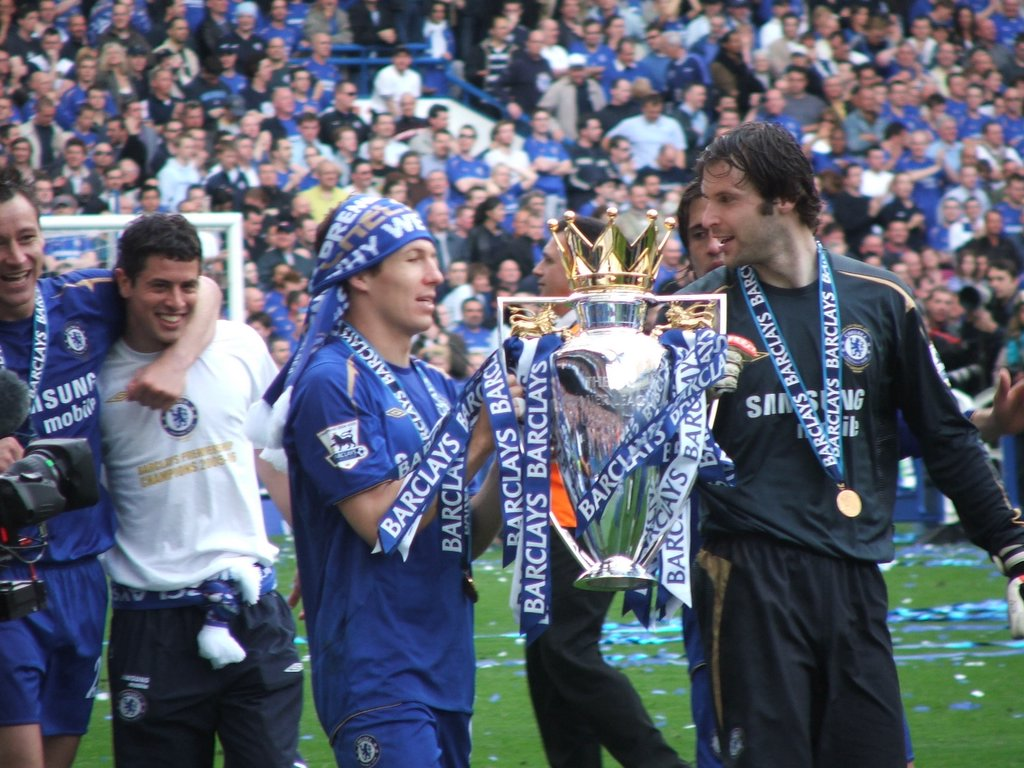
Una imagen de Arjen Robben sosteniendo el trofeo de la Premier League.

La temporada 2005-06 de la Premier League  fue la decimocuarta edición de la máxima categoría de fútbol en Inglaterra. El campeón de esta temporada fue el Chelsea, quien sumó su tercer título en su palmarés, mientras que el jugador francés Thierry Henry se proclamada por tercera ocasión de forma consecutiva como campeón de goleo con 27 dianas, igualando el récord del tricampeón de goleo de manera consecutiva al inglés Alan Shearer.

## Clasificación general
| Pos. | Equipo                   | Pts. | PJ | G  | E  | P  | GF | GC | Dif. | Clasificación                                |
| ---- | ------------------------ | ---- | -- | -- | -- | -- | -- | -- | ---- | -------------------------------------------- |
| 1    | Chelsea (C)              | 91   | 38 | 29 | 4  | 5  | 72 | 22 | +50  | Fase de grupos de la Liga de Campeones       |
| 2    | Manchester United        | 83   | 38 | 25 | 8  | 5  | 72 | 34 | +38  | Fase de grupos de la Liga de Campeones       |
| 3    | Liverpool                | 82   | 38 | 25 | 7  | 6  | 57 | 25 | +32  | Tercera ronda previa de la Liga de Campeones |
| 4    | Arsenal                  | 67   | 38 | 20 | 7  | 11 | 68 | 31 | +37  | Tercera ronda previa de la Liga de Campeones |
| 5    | Tottenham Hotspur        | 65   | 38 | 18 | 11 | 9  | 53 | 38 | +15  | Primera ronda de la Copa de la UEFA          |
| 6    | Blackburn Rovers         | 63   | 38 | 19 | 6  | 13 | 51 | 42 | +9   | Primera ronda de la Copa de la UEFA          |
| 7    | Newcastle United         | 58   | 38 | 17 | 7  | 14 | 47 | 42 | +5   | Tercera ronda de la Copa Intertoto           |
| 8    | Bolton Wanderers         | 56   | 38 | 15 | 11 | 12 | 49 | 41 | +8   |                                              |
| 9    | West Ham United          | 55   | 38 | 16 | 7  | 15 | 52 | 55 | −3   | Primera ronda de la Copa de la UEFA          |
| 10   | Wigan Athletic           | 51   | 38 | 15 | 6  | 17 | 45 | 52 | −7   |                                              |
| 11   | Everton                  | 50   | 38 | 14 | 8  | 16 | 34 | 49 | −15  |                                              |
| 12   | Fulham                   | 48   | 38 | 14 | 6  | 18 | 48 | 58 | −10  |                                              |
| 13   | Charlton Athletic        | 47   | 38 | 13 | 8  | 17 | 41 | 55 | −14  |                                              |
| 14   | Middlesbrough            | 45   | 38 | 12 | 9  | 17 | 48 | 58 | −10  |                                              |
| 15   | Manchester City          | 43   | 38 | 13 | 4  | 21 | 43 | 48 | −5   |                                              |
| 16   | Aston Villa              | 42   | 38 | 10 | 12 | 16 | 42 | 55 | −13  |                                              |
| 17   | Portsmouth               | 38   | 38 | 10 | 8  | 20 | 37 | 62 | −25  |                                              |
| 18   | Birmingham City (D)      | 34   | 38 | 8  | 10 | 20 | 28 | 50 | −22  | Descenso de categoría                        |
| 19   | West Bromwich Albion (D) | 30   | 38 | 7  | 9  | 22 | 31 | 58 | −27  | Descenso de categoría                        |
| 20   | Sunderland (D)           | 15   | 38 | 3  | 6  | 29 | 26 | 69 | −43  | Descenso de categoría                        |

 Fuente: [cita requerida]
Notas:
1. ↑  Blackburn Rovers se clasificó para la primera ronda de la Copa de la UEFA, ya que el campeón de la Copa de la Liga de Inglaterra 2005-06 (Manchester United) se clasificó para la fase de grupos de la Liga de Campeones, por lo que el lugar que otorga dicho torneo, pasó al 6° clasificado.
2. ↑  West Ham United se clasificó para la primera ronda de la Copa de la UEFA como subcampeón de la FA Cup 2005-06, ya que el campeón del torneo (Liverpool) se clasificó para la tercera ronda previa de la Liga de Campeones.

## Resultados
- Liga de Campeones: Chelsea, Manchester United
- Calificación a la Liga de Campeones: Liverpool, Arsenal
- Copa de la UEFA: Tottenham, Blackburn Rovers, West Ham United
- Copa Intertoto: Newcastle United
- Descensos: Birmingham City, West Bromwich, Sunderland
- Ascensos: Reading, Sheffield United, Watford

## Máximos goleadores
| Jugador             | Equipo            | Goles |
| Thierry Henry       | Arsenal           | 27    |
| Ruud van Nistelrooy | Manchester United | 21    |
| Darren Bent         | Charlton Athletic | 18    |
| Frank Lampard       | Chelsea           | 16    |
| Robbie Keane        | Tottenham Hotspur | 16    |
| Wayne Rooney        | Manchester United | 16    |